# Kéba Mbaye
Pour les articles homonymes, voir Mbaye.
Kéba Mbaye (1924-2007) est un juriste sénégalais, qui occupa les plus hautes fonctions dans la magistrature sénégalaise et le mouvement olympique.

## Biographie
Né le 5 août 1924 à Kaolack, il fréquente l'École normale William-Ponty de Sébikotane et exerce quelque temps comme instituteur. Il poursuit aussi ses études, d'abord à la Faculté de droit de Dakar, puis à Paris à l'École nationale de la France d'outre-mer (ENFOM), dans la section magistrature. Il est le père de Cheikh Tidiane Mbaye directeur Général de la Sonatel et du banquier Abdoul Mbaye ancien premier ministre du Sénégal, nommé par le nouveau président de la République Macky Sall le 3 avril 2012.
Passionné par le sport – tennis et golf notamment –, Kéba Mbaye est membre du Comité international olympique de 1973 à 2002, également vice-président du CIO de 1988 à 1992 et de 1998 à 2002 et membre de la commission exécutive de 1984 à 1988 et de 1993 à 1998. À la demande de Juan Antonio Samaranch, il met sur pied en 1983 le Tribunal arbitral du sport, dont il reste président jusqu'à sa mort.
Entre 1988 et 1992, il s'implique fortement dans la commission Apartheid et Olympisme, permettant le retour de l'Afrique du Sud dans le mouvement olympique. Il était, au moment de son décès, Président du Tribunal arbitral du sport (TAS) depuis 1983 et président de la commission d'éthique du CIO depuis 1999.
Homme d'éthique mais également essayiste, il est l'auteur d'ouvrages tels que Les droits de l'homme en Afrique ou Le Comité international olympique et l'Afrique du Sud.
Succédant à Isaac Foster en 1963, il est président de la Cour suprême du Sénégal pendant 17 ans, également président du Conseil constitutionnel du Sénégal de 1990 à 1993, il eut comme prédécesseur Youssou N'diaye.
Il fut aussi vice-président de la Cour internationale de justice de La Haye de 1983 à 1991.
Il fut l'un des cinq membres du groupe d'experts internationaux chargés d'enquêter en 1992 sur les crimes commis en Yougoslavie par le Conseil de sécurité des Nations unies.
Il meurt à 82 ans, le 11 janvier 2007 à Dakar,.

## Principales publications
- Le droit de la famille en Afrique Noire et à Madagascar. Études préparées à la requête de l'Unesco sous la direction de Kéba M'Baye, Paris, Éditions G.-P. Maisonneuve & Larose, 1968, 295 p.
- « L'intérêt pour agir devant la Cour internationale de justice », Recueil des Cours de l'Académie de droit international de La Haye, tome 209 (1988-II), p. 223-346.
- (en collaboration avec Benoît Saaliu Ngom), L'arbitrage d'une démocratie en Afrique : La cour suprême du Sénégal, 190 pages, Éditions Présence Africaine, 1989,  (ISBN 2-708-70511-3).
- Les droits de l'homme en Afrique, Paris, Éditions A. Pédone, Paris, 1992, 312 p.  (ISBN 2233002377).
- Le Comité international olympique et l'Afrique du Sud : analyse et illustration d'une politique sportive humaniste, Comité international olympique, 1995.
- Propos d'un juge, Dakar, NEAS, 2007, 249 p.  (ISBN 2723616207).

## Distinctions
- Doctorat honoris causa de l'Université Savoie-Mont-Blanc[4]